# Вулканічні гори
Вулканічні гори — гори, що утворилися внаслідок багатьох вивержень вулканів. Вулканічні гори складаються з застиглої магми. Вулканічні гори утворюються тільки там, де діючі вулкани.
Перебування на території вулканічних гір може нести певну небезпеку, оскільки виверження вулканів у вулканічних горах часто трапляються. Вулканічні гори: Фудзіяма, Гекла, Риджані.